# Thomas Lee (Gouverneur)

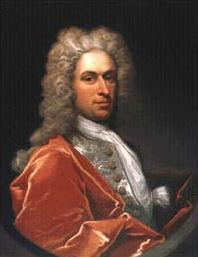
Thomas Lee

Thomas Lee (* 1690 auf der Machodoc-River-Plantage, Westmoreland County; † 14. November 1750 auf der Stratford-Hall-Plantage, Westmoreland County) war ein britisch-amerikanischer Pflanzer und Politiker.

## Leben
Thomas Lee entstammte der einflussreichen Lee-Familie und war das fünfte von sechs Kindern des Pflanzers Richard Lee (1647–1715) und seiner Frau Laetitia Corbin (1657–1706). Um 1700 besuchte er das College of William and Mary in Williamsburg. Seine Familie verhalf ihm zu mehreren Ämtern als Einnehmer bestimmter staatlicher Zölle und Steuern, wodurch er zu einigem Wohlstand kam und große Ländereien erwerben konnte. 1722 heiratete er Hannah Ludwell, die einer ebenso bedeutsamen Familie entstammte. Gemeinsam hatten sie elf Kinder, darunter die Revolutionär Arthur Lee, Francis Lightfoot Lee und Richard Henry Lee. 1729 ließ er die Stratford-Hall-Plantage errichten.
Von 1724 bis 1733 war Lee Mitglied des House of Burgesses und wurde anschließend Teil des Gouverneursrates. 1749 folgte er, als dienstältestes Mitglied und Vorsitzender des Gouverneursrates, dem stellvertretenden Gouverneur der Colony of Virginia, William Gooch, ins Amt. Da sein eigentlicher Vorgesetzter, Willem van Keppel, 2. Earl of Albemarle, die Kolonie nie selbst besuchte, übte er die eigentliche Exekutivmacht aus. Bereits ein Jahr später starb er.